# ヴャジマ公国
ヴャジマ公国（ロシア語: Вяземское княжество）は、1239年にスモレンスク公国から分離した、ルーシの諸公国のうちの一つである。ヴャジマを首都とした。

## 歴史
1239年、スモレンスク公ウラジーミルの子アンドレイに分領公国として与えられて後、ヴャジマ公国が史上に出現する。アンドレイの後、1404年にリトアニア大公国に併合されるまで公国は存続した。また、リトアニア大公国の下でヴャジマ公位は存続していたことが知られている。しかし1493年、ヴャジマがイヴァン3世治世期のモスクワ大公国領となると、公国領の統治権はモスクワ大公国の宮廷に移り、ヴャジマ公の権限は失われた。